# Don Valley Stadium
 (octobre 2017).
Si vous disposez d'ouvrages ou d'articles de référence ou si vous connaissez des sites web de qualité traitant du thème abordé ici, merci de compléter l'article en donnant les références utiles à sa vérifiabilité et en les liant à la section « Notes et références ».
Le Don Valley Stadium était un stade d'athlétisme ouvert en 1990 situé à Sheffield au Royaume-Uni. C'était le stade du Rotherham United Football Club de 2008 à 2012.
En 1991 s'y déroulent les Jeux universitaires. Le stade est détruit en 2013. Il avait une capacité de 25 000 spectateurs.